# Astrophytum caput-medusae
Astrophytum caput-medusae es una especie de planta suculenta perteneciente al género Astrophytum, dentro de la familia Cactaceae. Es endémica del noreste de México y difiere del fenotipo convencional en forma de estrella asociado con otras especies del género.

## Descripción

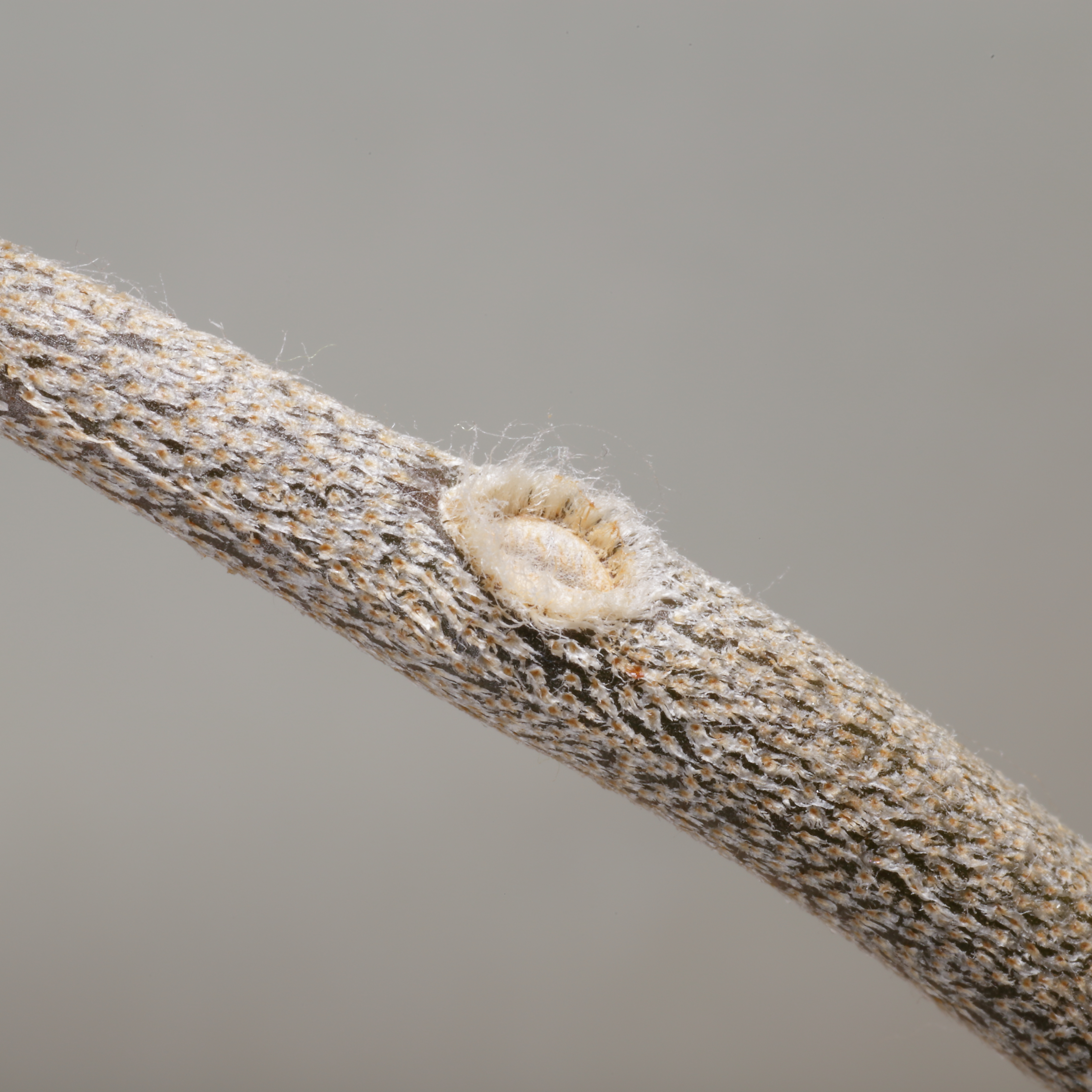
Detalle de la aureola

Astrophytum caput-medusae es una especie de cactus pequeño que normalmente crece de forma solitaria, aunque en raras ocasiones, podemos encontrarlo junto a varios individuos. Tiene una raíz fusiforme, engrosada y carnosa, de unos 15 cm de largo. 

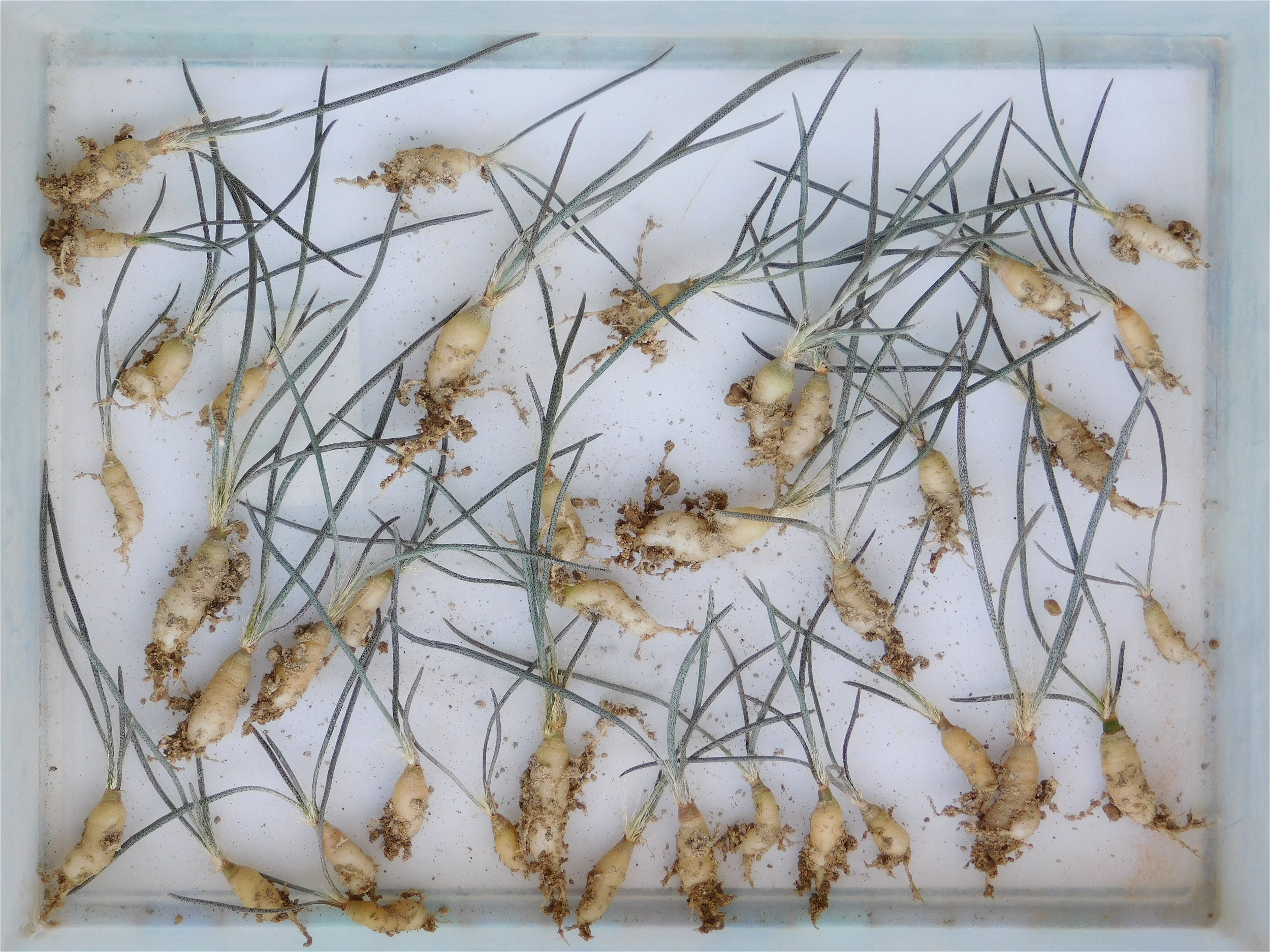
Detalle de la raíz engrosada

Presenta un tallo muy reducido, cilíndrico y corto, carente de costillas, con cerdas parecidas al papel que cubren el collar y el ápice del tallo, de color café con tonos rojizos, y rara vez sobrepasa el nivel del suelo.
Del tallo surgen una serie de protuberancias, prolongaciones o tubérculos cilíndricos (parecidos a tentáculos), que cuando son jóvenes pueden ser triangulares. El número varía de 3 a 8, aunque se han encontrado especímenes hasta con 17. Son de consistencia cartilaginosa, lisos, de hasta 19 cm de largo y de 2 a 5 mm de ancho. Presentan una epidermis verrugosa, de color verde glauco y cubierta casi en su totalidad por estigmas o motas en forma de escamas blancas grisáceas y lanudas (tricomas).
Las areolas son de dos tipos:
- Las areolas espiníferas: son circulares o elípticas, con lana de color blanca y repletas de espinas. Se localizan en la parte terminal de la punta de las protuberancias y llevan de 0 a 4 espinas  semierectas, rígidas, con la base blanquecina y el ápice café oscuro, de 1 a 3 mm de largo.
- Las areolas floríferas: son elípticas, con lana de color blanca y notablemente más grandes que las areolas espiníferas. Se localizan en la porción subterminal adaxial de las protuberancias, separadas de las espiníferas de 1,8 a 4,6 cm. En ellas se forman las flores.

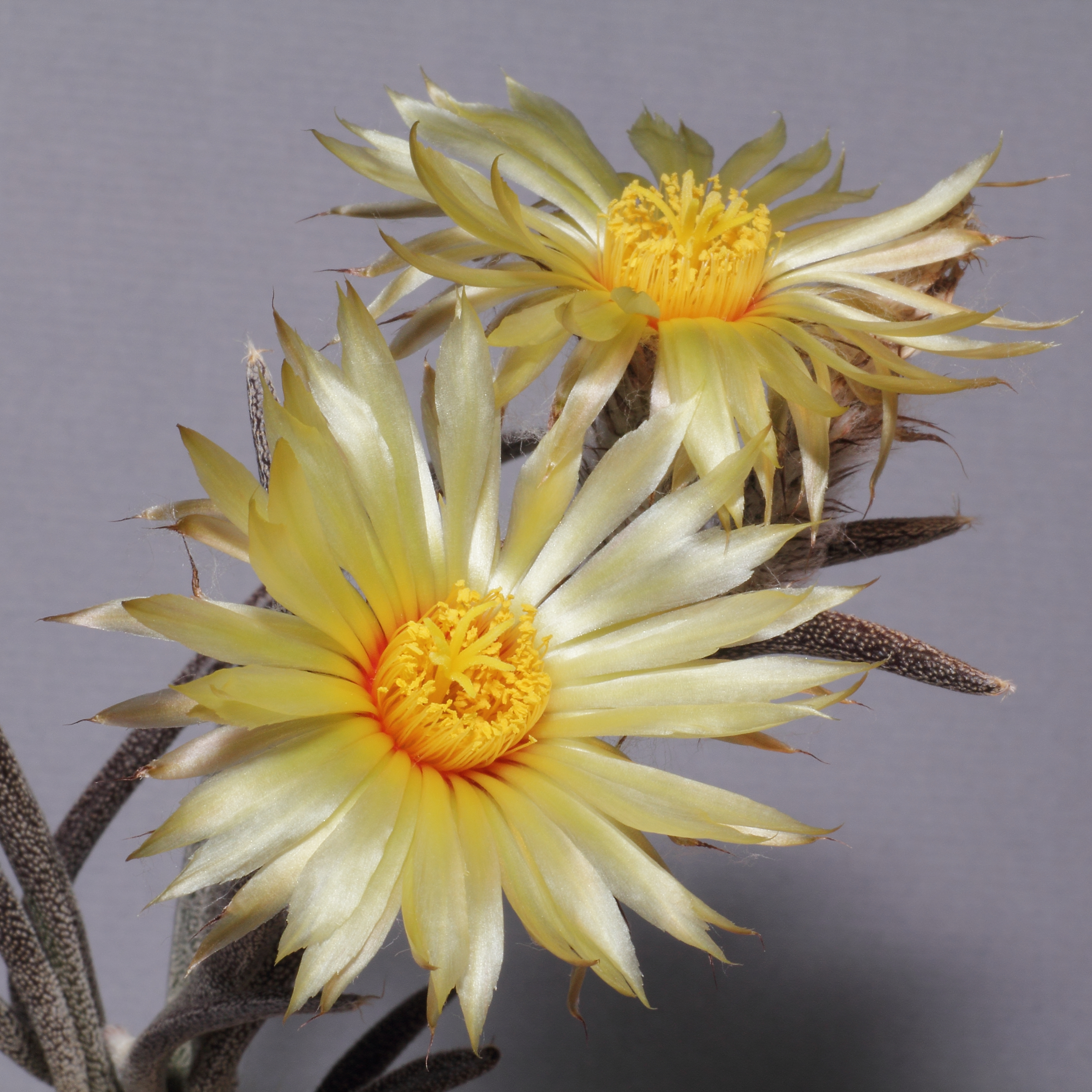
Detalle de as flores

Las flores son individuales y aparecen en las protuberancias más jóvenes que no están completamente desarrolladas. Son de color amarillo brillante con una base de color rojo anaranjado. Tienen forma de embudo y miden hasta 4,7 cm de largo, pudiendo alcanzar un diámetro de hasta 5,3 cm. El pericarpelo y el tubo floral están cubiertos de escamas y lana blanca. 
Los frutos tienen forma de huevo y miden entre 0,8 cm y 2 cm de largo. Son verdes y carnosos, y están cubiertos de escamas parecidas al papel y lana blanca. Cuando están maduros, los frutos se secan y se abren de forma irregular, liberando semillas negras, brillantes, en forma de sombrero, de hasta 3 mm de largo y ancho.

## Distribución y hábitat

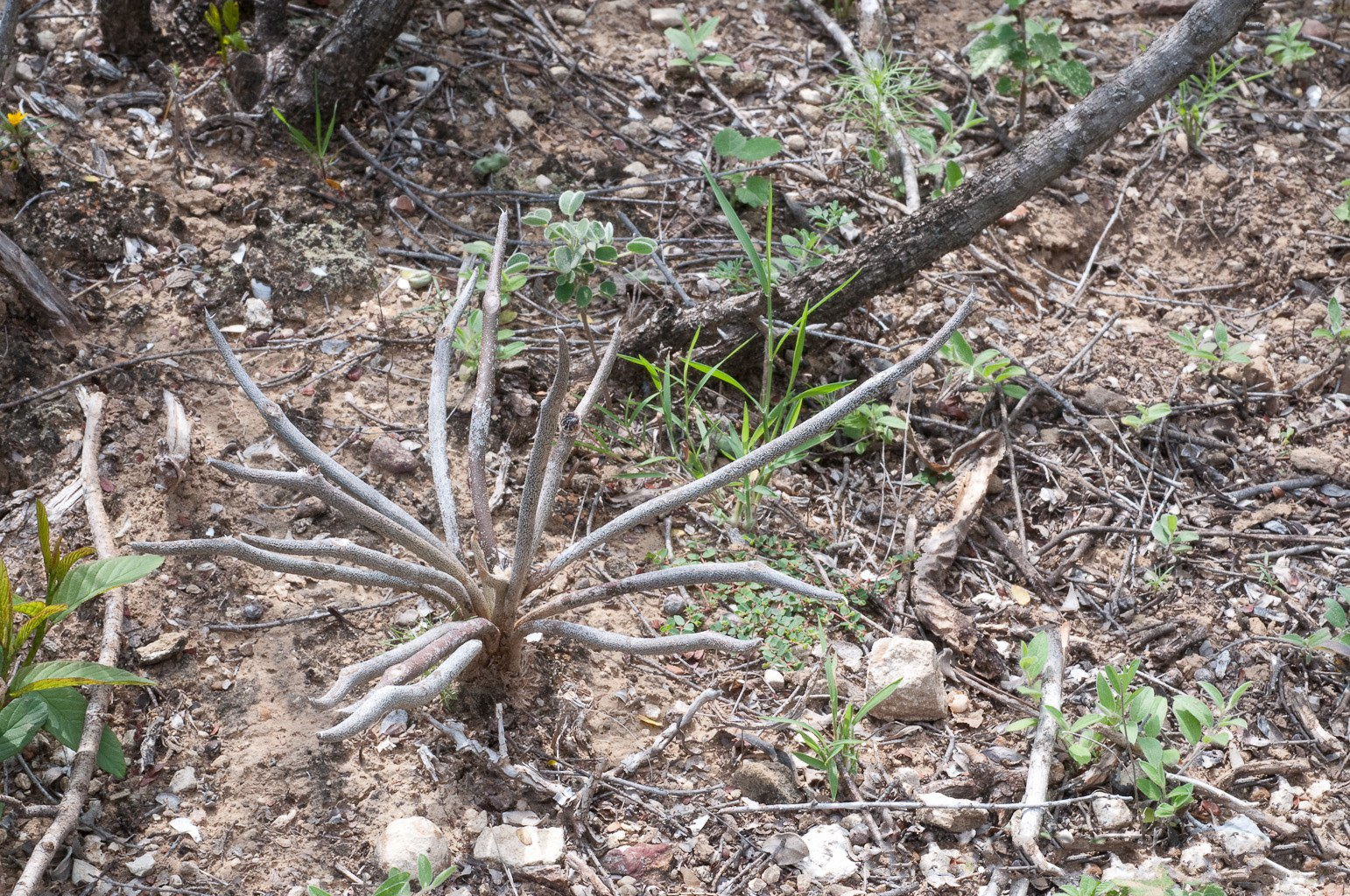
Planta en su hábitat

El área de distribución nativa de esta especie es México (Nuevo León, Tamaulipas) y crece principalmente en el bioma desértico o de matorral seco, entre los 100 y 200 metros sobre el nivel del mar.

## Taxonomía
Astrophytum caput-medusae fue descrita por el botánico británico David Richard Hunt y publicada por primera vez en Cactaceae Systematics Initiatives 15: 6 en  2003.
Señalar que la primera descripción como Digitostigma caput-medusae y el género monotípico Digitostigma fue publicada en 2002 por Carlos Gerardo Velazco y Manuel Nevárez. Sin embargo, la descripción no era válida según el artículo 37.5 del ICBN. Aclarar que la posición sistemática de la especie resultó difícil porque combina características de los géneros Ariocarpus, Leuchtenbergia y Astrophitum.

Etimología
- Astrophytum: nombre genérico que deriva de las palabras griegas astro (que significa "estrella"), y phyton (que significa "planta"), por lo que se puede traducir como "planta con forma de estrella", haciendo referencia a la forma estrellada de algunas especies de este género de cactus.
- caput-medusae: epíteto específico que proviene del latín y que significa "cabeza de medusa", haciendo referencia a la forma morfológica tan característica de esta especie.[5]

## Estado de conservación
En la Lista Roja de Especies Amenazadas de la UICN, la especie está clasificada como “Peligro Crítico (CR)”.Esto es debido a la distribución de crecimiento tan limitado de la planta (<100 km²), la destrucción por el ganado y la recolección excesiva e ilegal de especímenes silvestres por parte de los recolectores de plantas.

## Usos
Se cultiva principalmente como planta ornamental y su propagación se realiza a través de semillas o mediante injerto. 

## Galería

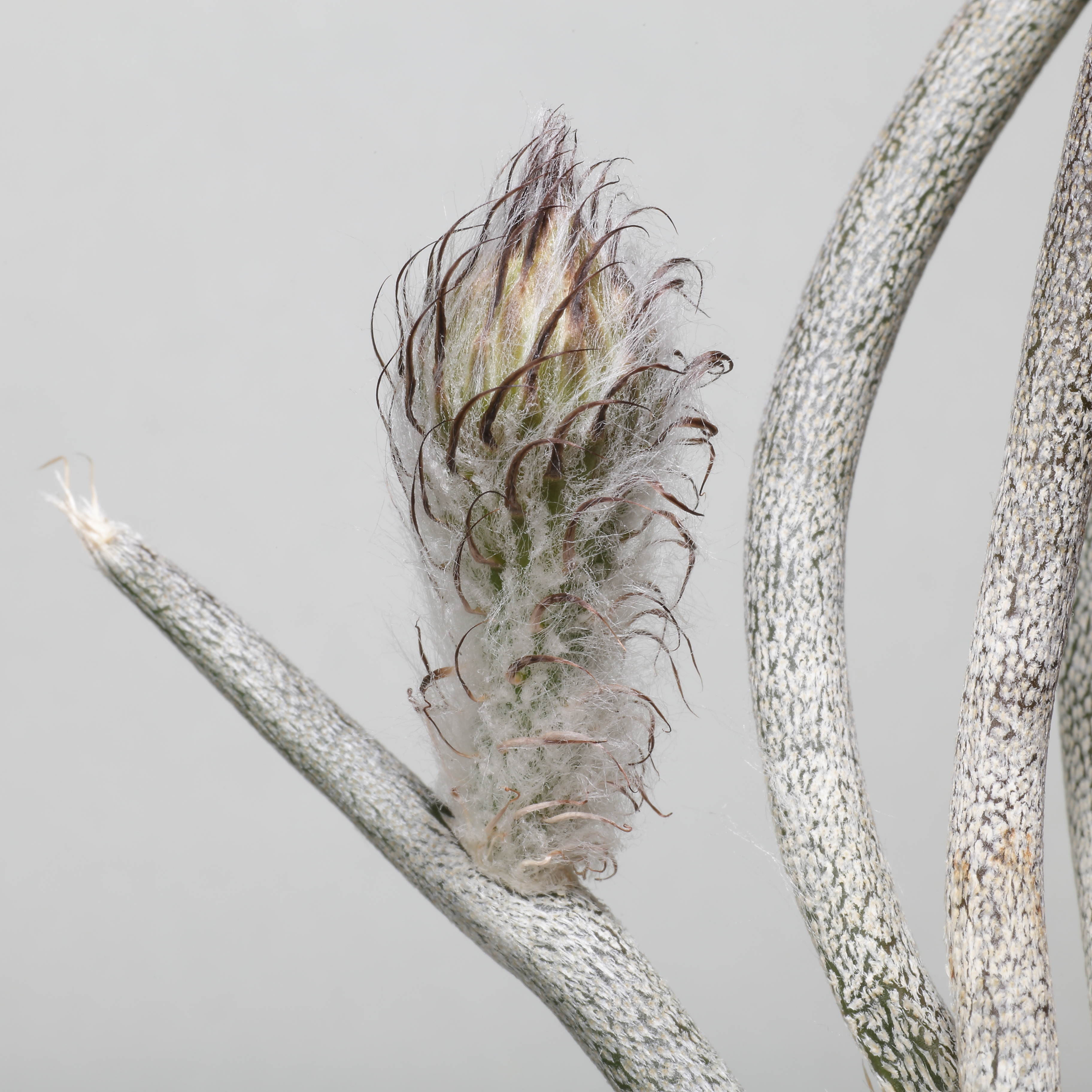
Detalle del fruto
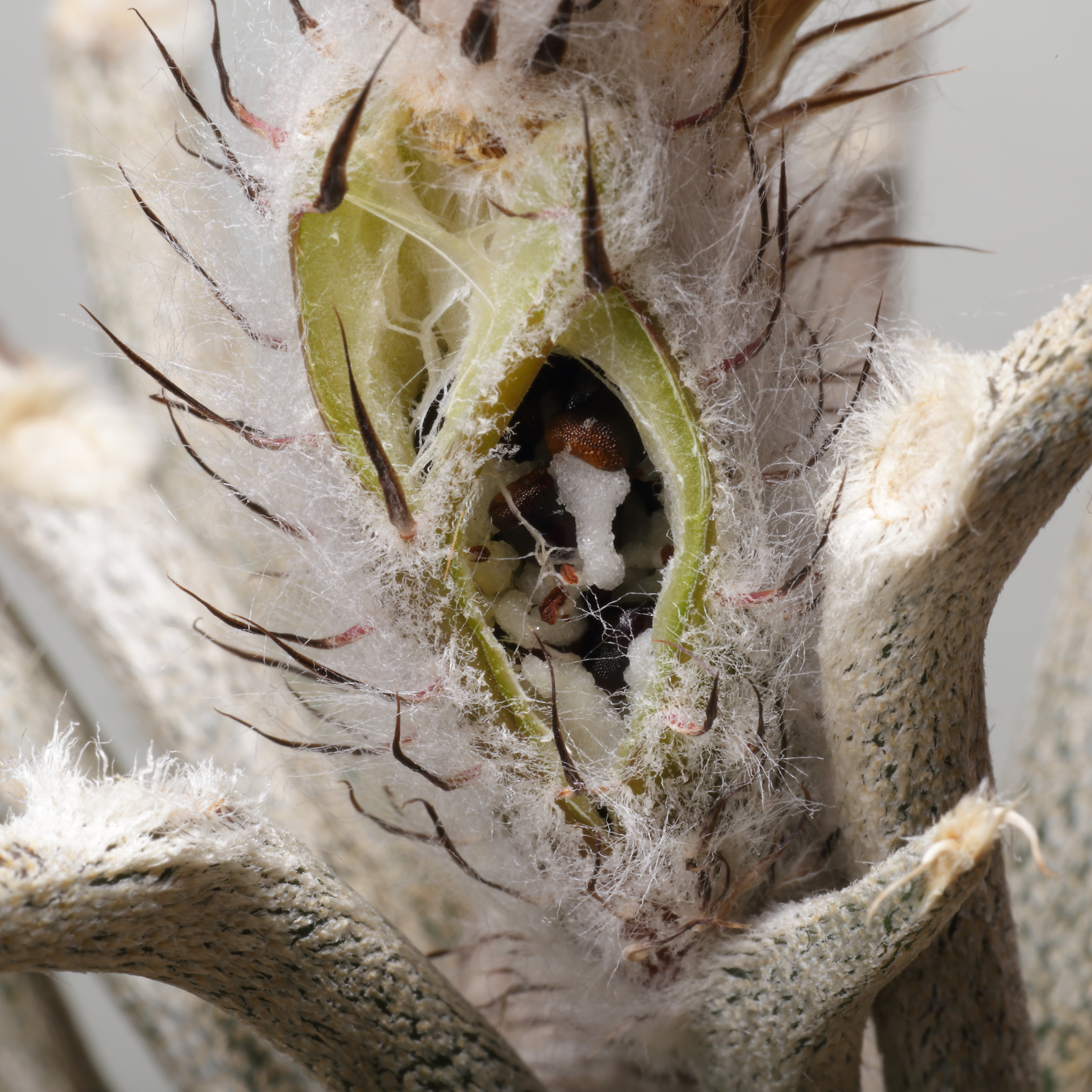
Interior del fruto
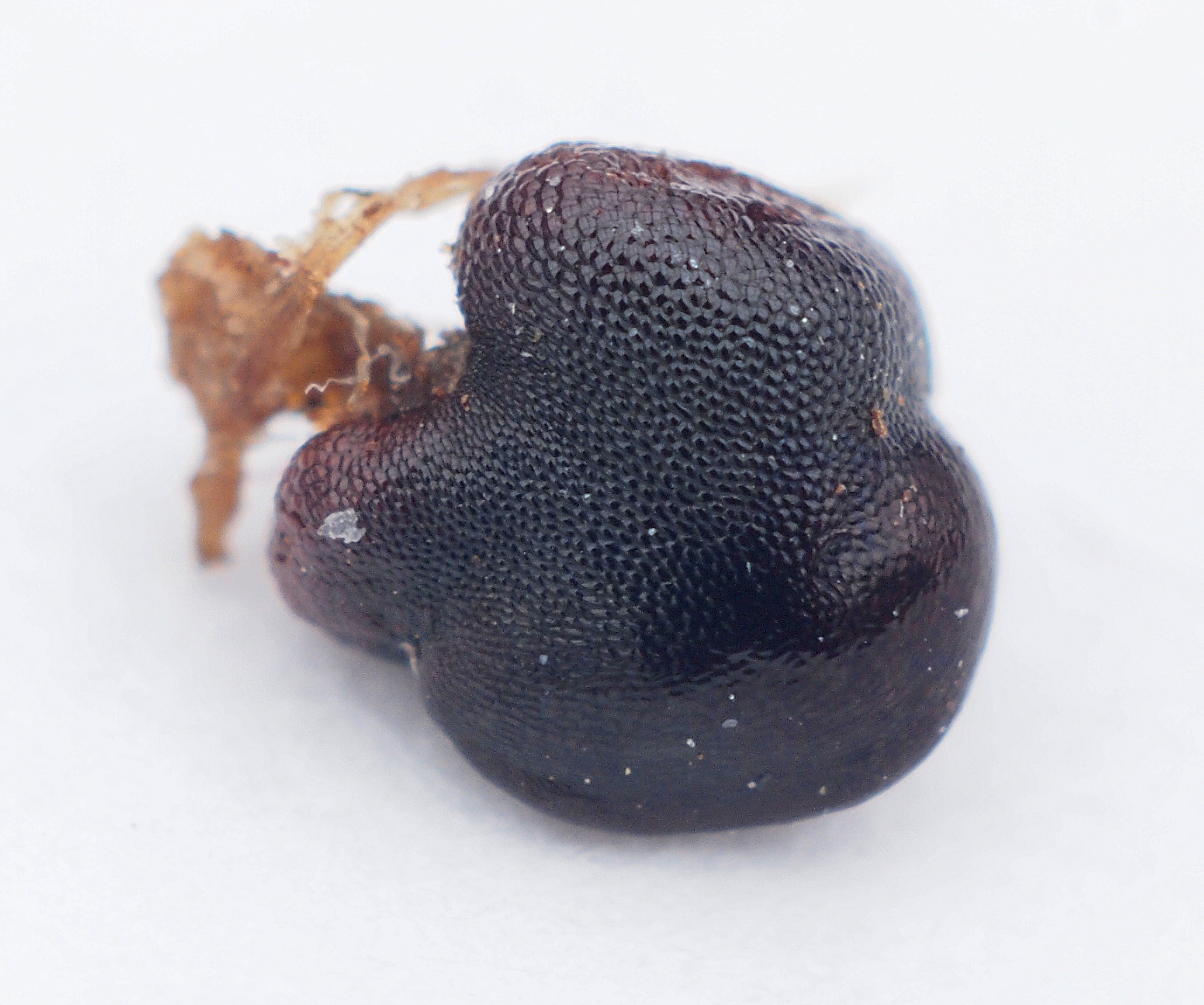
Detalle de la semilla
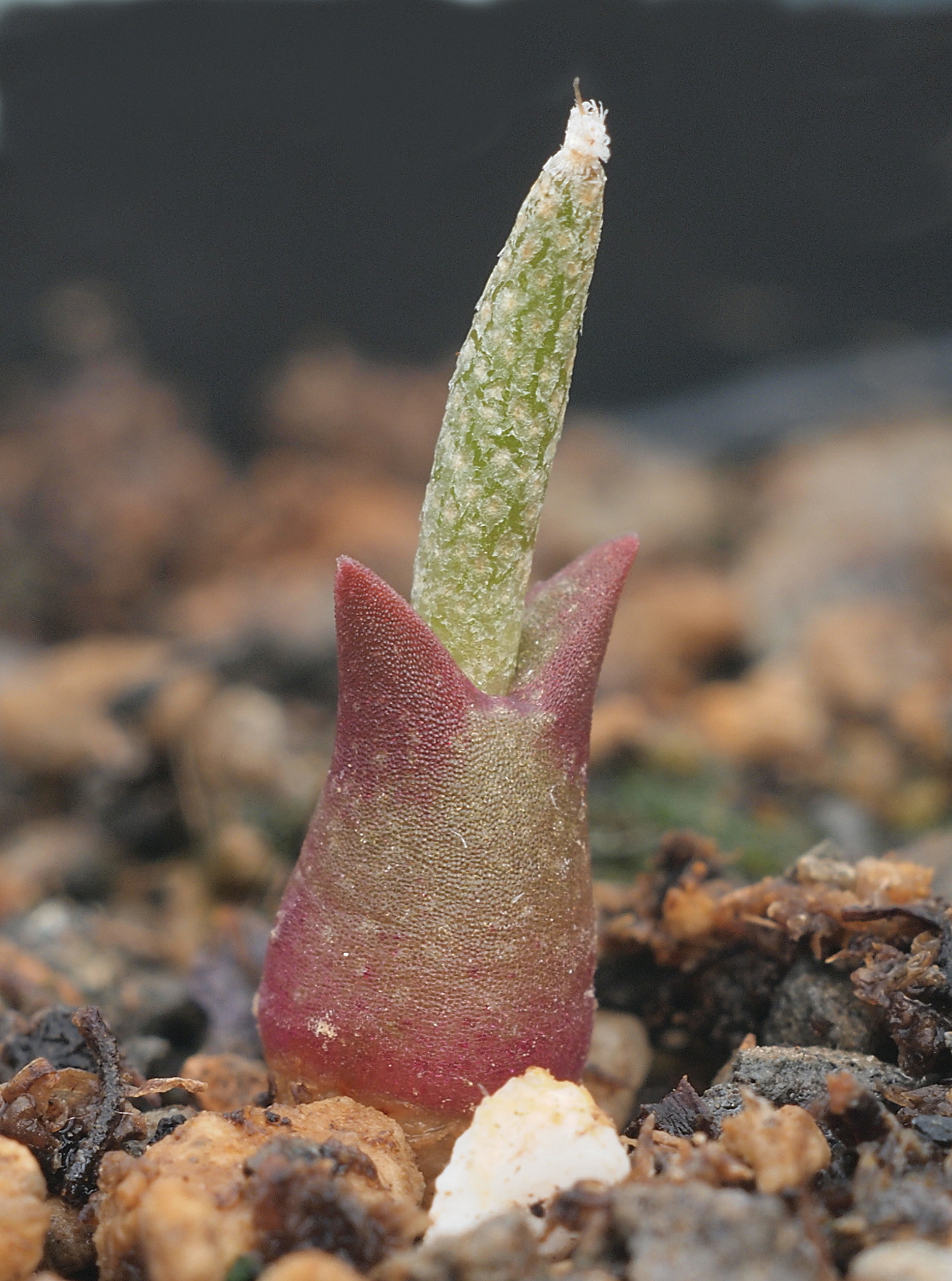
Plántula en germinación
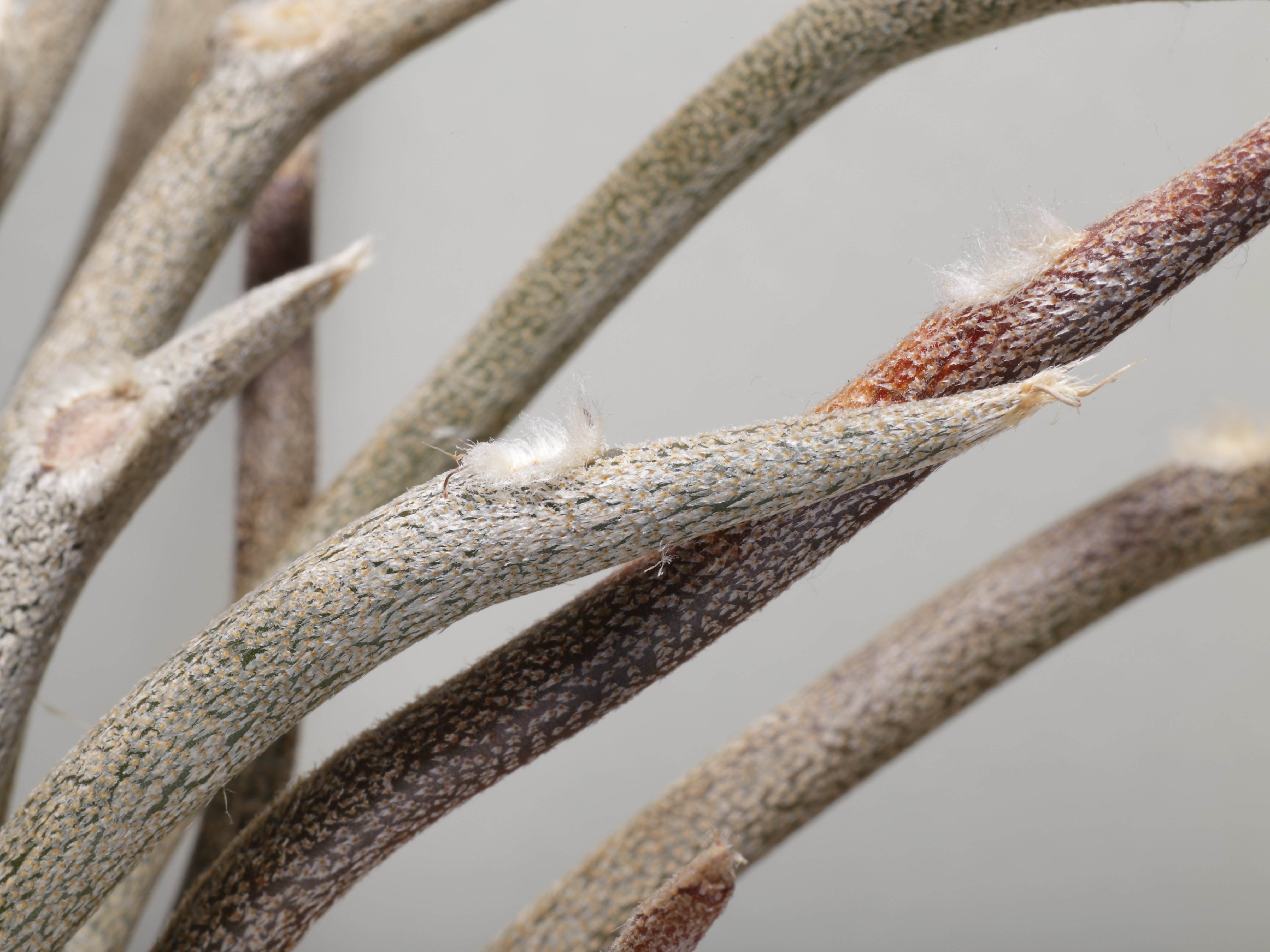
Detalle de los tallos